# Classe Hatsushima
La classe Hatsushima fu una classe di dragamine costieri, impiegabili anche come cacciamine, composta da 23 unità entrate in servizio tra il 1979 e il 1989 per la Kaijō Jieitai; tutte le unità sono state radiate dal servizio entro il 2013.

## Caratteristiche
Fondamentalmente si tratta di una versione ingrandita e allungata dei precedenti dragamine della classe Takami. Gli Hatsushima erano infatti piccole unità costiere con lo scafo realizzato in legno, materiale amagnetico meno costoso e più facile da produrre rispetto alla vetroresina, anche se non altrettanto resistente alle esplosioni. Avevano una lunghezza di 55 metri, una larghezza di 9,4 metri e un pescaggio massimo di 2,5 metri; le ultime due unità della classe avevano uno scafo più allungato, per una lunghezza massima di 58 metri e un pescaggio di 2,9 metri. Il dislocamento standard era di 440 tonnellate (490 tonnellate per le unità con scafo più lungo), che salivano a 536 tonnellate con la nave a pieno carico. La propulsione era garantita da due motori diesel  Mitsubishi 12ZC15/20I a 2 tempi e 12 cilindri per una potenza complessiva di 1.440 hp, oppure due Mitsubishi 6NMU-TA-I a 4 tempi e 6 cilindri con una potenza complessiva di 1.400 hp.
L'impianto radar era costituito da un radar di scoperta di superficie Fujitsu OPS-9B. Per la ricerca delle mine era disponibile un sonar ZSQ-2B (una versione costruita su licenza del britannico Type 183), ma alcune unità furono poi dotate anche di due sottomarini a comando remoto (ROV) S-4 di produzione giapponese. L'armamento consisteva unicamente in un cannone JM61-M da 20 mm a sei canne rotanti, impiegabile sia per l'autodifesa che per la distruzione di mine ad ancoraggio, venute a galla dopo la recisione delle catene collegate alla zavorra che le teneva vincolate al fondale.